# ロマン・アダモフ
ロマン・スタニスラヴォヴィッチ・アダモフ（露: Рома́н Станисла́вович Ада́мов, 1982年6月21日 - ）は、ロシアのサッカー選手。ポジションはフォワード。

## 経歴

### クラブ
FCシャフタール・ドネツクに在籍した経験を持つが、出場機会に恵まれず。FCロストフ、FCテレク・グロズヌイでのプレーを経て、FCモスクワでは、ロマン・パヴリュチェンコ（当時FCスパルタク・モスクワ所属）とともに2007年シーズンのロシアサッカー・プレミアリーグ得点王（14得点）に輝いた。
2008年6月、強豪FCルビン・カザンに引き抜かれるが、控え要員に甘んじ、2009年7月28日、クリリヤ・ソヴェトフ・サマーラへレンタル移籍。2010年シーズンは古巣ロストフにレンタル移籍し、2011-12シーズンも引き続きレンタル契約が延長され、キャプテンにも就任した。2012-13シーズンから晴れて完全移籍し、6試合に出場するも、双方の合意の元で契約解除。
2012年9月18日、チェコのFCヴィクトリア・プルゼニへ移籍。国外での挑戦はシャフタール以来である。

### 代表
A代表デビューは、2008年3月26日のルーマニア戦 (0-3)だが、2004年2月11日に行われた日本U-23代表戦（国際Bマッチ）のメンバーに選出されたことがある（出場はなし）。しかしこの試合は国際サッカー連盟公認の国際Aマッチではないため、記録としては残っていない。UEFA EURO 2008のエントリーメンバーに選出されたが、初戦のスペイン戦 (1-4)での途中からの出場のみに終わった。以降代表からの招集はない。

## 獲得タイトル

### クラブ
- FCルビン・カザン
  - ロシアサッカー・プレミアリーグ: 1回 (2008)

### 個人タイトル
- FCモスクワ
  - ロシアプレミアリーグ得点王: 1 (2007)